# 邁耶維茨家的故事（全新增訂版）
《邁耶維茨家的故事（全新增訂版）》（英語：The Meyerowitz Stories (New and Selected)）是一部2017年美國喜劇劇情片，由諾亞·波拜克執導、監製和編劇。電影主演包括亞當·山德勒、班·史提勒、艾瑪·湯普遜和達斯汀·霍夫曼。
該片被2017年5月的第70屆坎城影展選中為金棕櫚獎的主要競賽片，2017年10月13日在美國限定戲院及Netflix上發行。

## 劇情
故事敘述邁耶維茨家三位長大成人的小孩不但要應對彼此相處不睦的關係，還得試圖和脾氣暴躁的紐約客藝術家老爸維繫親情。

## 演員
- 亞當·山德勒飾演丹尼·邁耶維茨
- 班·史提勒飾演馬修·邁耶維茨
- 艾瑪·湯普遜飾演莫琳
- 達斯汀·霍夫曼飾演哈羅德·邁耶維茨
- 葛蘭絲·范·帕廷飾演艾莉莎
- 甘蒂絲·柏根飾演茱莉亞
- 伊莉莎白·瑪佛爾（英语：Elizabeth Marvel）飾演琴·邁耶維茨
- 蕾貝卡·米勒飾演蘿莉塔·夏皮羅
- 裘德·赫希飾演L·J·夏皮羅
- 亞當·崔佛飾演蘭迪
- 雪歌妮·薇佛飾演她自己

## 製作
主要攝影於2016年3月7日在紐約市進行，並於2016年5月9日結束。
該片的另一片名為《Yeh Din Ka Kissa》。

## 發行
2017年4月，Netflix取得了該片的發行權。2017年5月，該片在第70屆坎城影展上作全球首映後，獲得了觀眾起立鼓掌長達4分鐘。
《邁耶維茨家的故事（全新增訂版）》於2017年10月13日在Netflix上發行，同時也會在美國有限上映。

### 評價
爛番茄根據41條評論，該片持有88%的新鮮度，平均得分為7.5／10。該片在Metacritic而獲得了77分，這代表著「普遍正面的評價」。

## 外部連結
- 互联网电影数据库（IMDb）上《邁耶維茨家的故事（全新增訂版）》的资料（英文）
- 在Netflix上觀看《邁耶維茨家的故事（全新增訂版）》